# Proxemika
A kommunikáció és a hétköznapi tevékenységek során a személyek között betartott távolság,
a tér emberi felhasználása a kultúra egyik jellegzetes megnyilvánulási formája. 
Központjában a társadalmi és személyes tér problémája, valamint ennek érzékelése áll. Ebben a témakörben legjelentősebb kutatásokat Edward T. Hall végezte. Valamint jelentős munkatársai között említhető meg Marshall McLuhan és Buckminster Fuller is.

## A térhasználat kultúrába ágyazottsága
A térhasználat antropológiai megközelítésében Edward T Hall szerepe volt a legmeghatározóbb. 
A térhasználat antropológiai kutatásakor az embert körülvevő teret intim, személyes, szociális, és nyilvános szintekre osztotta. Ezeket nagyjából koncentrikus körökként képzelte el, amelynek középpontjában maga a személy áll, az egyes szintek sugara pedig jórészt a személy pillanatnyi állapotától függ. Arra a következtetésre jutott, hogy a tér érzékelése, és a különböző szintek lehatárolása, bár minden ember (nagyságrendileg) azonos érzékszervekre hagyatkozik, kultúránként más jelleget mutat. 
A személyt körülvevő kultúra, alapvetően meghatározza annak térhez való viszonyulását, a különböző szinten definiálására és szervezésére való képességét és hajlamát. Ez az eltérő viszonyulás a minket körülvevőkhöz, sokszor kommunikációs problémákhoz vezet, egyes esetekben konfliktusokhoz is. 
A kutatások eredménye, hogy egy kommunikációs helyzetben a közelség-távolság mértéke nem csak a kommunikáció résztvevőiről, valamint a közöttük lévő kapcsolatról nyújt információt, hanem az általuk képviselt kulturális normákról is.
Az egyes népek távolságtartásának mértéke a társadalmi tényezők mellett összefüggést mutathat természeti tényezőkkel is. Egyes kutatások szerint hatással van a személyes térhasználatra a klíma, az személyt körülvevő növényvilág és a körülötte élő állatok viselkedése, emellett az őt körülvevő társadalom technikai szintje, a népsűrűség, vagy akár gyermekkorától konzerválódott lakásviszonyai is. 
A kultúrfüggés fogalmával szoros kapcsolatban áll a személyes térértelmezés. Ezek a távolságok, együtt mozognak az emberrel, mikro- és makroviszonylatban is. Az emigránsok beilleszkedésének egyik komoly hátráltatója a "befogadó" kultúrához képest eltérő térhasználati szokások. "Ennek hatására a szerkezeti (például iskolázottsági, foglalkozási) asszimiláció időben megelőzi a magatartási asszimilációt." (Nemes Nagy J. 1998)

## Az embert körülvevő terek/zónák

Az embert körülvevő terek: intim (vörös), személyes (narancssárga), szociális (zöld), nyilvános (türkiz)

Hall híres felosztása az egyén körül négy koncentrikus teret különböztet meg. Alapja a kommunikáció és a hétköznapi tevékenységek során a személyek között betartott távolság.

### Az intim tér
Az intim tér vagy más néven bizalmas távolság  az egyént legszorosabban körülvevő „buborék”, ahova csak a hozzá legközelebb állók hatolhatnak be. A területén belül lehetetlen nem észrevenni valakinek a jelenlétét.  Ha valaki váratlanul belép ebbe a zónába, az egyén ösztönösen hátrahúzódik, vagy legalábbis kényelmetlenül érzi magát.

### Személyes tér
A következő, tágabb kör a személyes tér. Ez az, amelyben kényelmesen lépünk interakcióba ismerősökkel.  Egyes társadalmakban az ismerősökkel szembeni távolságtartás határa olyan kicsi lehet, hogy eléri a más kultúrákban bizalmas távolságnak tekintettet.

### Társadalmi vagy szociális tér
Ez, az ismeretlenekkel való interakció bevett távolsága. Elsősorban a személytelen ügyek intézésére alkalmas.
Ennek a mértéke változik leginkább a kultúra függvényében.
A "latin kultúrákban" ez a tér valamivel szűkebb, a "nordikus kultúrákban" tágabb. Ez csupán egy egyszerű példa, az eltérő kultúrák eltérő térhasználatára. Egy északi ember, ugyanis tolakodónak érezheti egy mediterrán közegben nevelkedett beszélgetőpartner közelségét.

### Nyilvános tér
A negyedik kör Hall szerint a nyilvános tér, amelyben az egyén a társadalmi interakciókat már személytelennek és anonimnak érzékeli. Ez a távolság már teljesen kívül esik a személyes vonatkozások széféráján. Az ebbe a térbe belépőkkel az egyén nem egyértelműen folytat közvetlen kommunikációt. Azokban az esetekben amikor mégis, a kommunikáció sokban különbözik a fentebb tárgyalt távolságok esetén tapasztaltnál. Nyelvészek megfigyelései alapján, nagy gyakorisággal előfordul, hogy ilyen távolságból folytatott beszélgetés során a felek sokkal jobban megválogatják szavaikat, sőt nyelvtani, mondattani, fogalmazásmódbeli különbségeket is tapasztalhatunk. Martin Joos "formális stílusnak" nevezi az embernek ezt a beszédmódját.

Edward T. Hall. ezekben a modellekben a kényszermentes távolságtartás alapjellemzőit tematizálja. Nyilvánvaló, hogy tömeghatásra, vagy más kényszerítő erő hatására ezek a távolságok megváltoznak, vagy akár el is tűnhetnek.

## Az elmélet alkalmazhatósága
A gyakorlatban leginkább olyan kommunikációs helyzetekben fontos a proxemika, amikor eltérő kultúrájú emberek egymással interakcióba lépnek, és mindkét fél (vagy minimum az egyik fél) érdeke a jó kapcsolat megteremtése és fenntartása.
A legjobb példa az ilyen szituációkra a diplomácia, amely egymástól távolinak tekinthető kultúrák képviselőinek kommunikációja esetén komoly nehézségeket rejthet. Egymás protokolláris  szokásain túl, jó, ha ismerjük a másik személyes térhasználatát is. A metakommunikációs szokásainak ismeretével ötvözve könnyebbé válik egymástól idegen emberek között a kielégítően jó kapcsolat fenntartása. 
Edward T. Hall az Amerikai Egyesült Államok külügyminisztériumi munkatársaként amerikai nagyköveteket oktatott protokolláris, metakommunikációs és a proxemika alapvetéseire építő kommunikációs készségekre.